# هوندا سيتي
هوندا سيتي هي سيارة مدمجة تنتجها شركة تصنيع السيارات اليابانية هوندا ومخصصة للسوق الآسيوي.
بدءا من عام 2005م عرفت السيارة باسم هوندا فيت أريا بجانب سيتى. وتعد السيتي سيارة صالون مبنية على قاعدة السيارات الصغيرة من هوندا مثل هوندا فيت/جاز. من الخصائص المشتركة بين سيتي وجاز هو موضع خزان الوقود، في السيارتين تم استبدال موضع الخزان من أسفل المقاعد الخلفية إلى أسفل المقاعد الأمامية، مما أعطى مساحة واسعة في الخلف.

## الجيل الأول (1981-1985)
ظهر الجيل الأول عام 1981.

## الجيل الثاني (1986-1994)
قامت هوندا بإحلال الجيل الأول بجيل جديد عام 1986م. ظل هذا الجيل في الإنتاج حتى عام 1994م. وظهر اسم «فيت» أيضا كبديل لـ «سيتي». تم معظم السوق الأوروبى والأسترالى تم إحلال البديل لسيتى عام 1999 بطراز هوندا لوجو. لم يكن هناك طراز وسيط بين الجيلين.

## الجيل الثالث (1996-2002)
الجيل الثالث ارتكز على قاعدة هوندا سيفيك من الجيل الرابع (EF Civic). هذا الجيل صمم وبيع لسوق جنوب شرق آسيا فقط. بقيت السيتي طرازا مدمجا دون السيفيك ولكنها سيدان ذات أربعة أبواب وكانت تصنع في باكستان، تايلاند، أندونسيا، الفلبين، والهند. تم تعديل الشكل الخارجى عام 2000 وتمت إضافة محرك سعة 1.5 لتر.

## هوندا سيتي 2012
في العام 2008 قامت شركة هوندا اليابانية بإطلاق الجيل الخامس من الطراز العائلي المدمج سيتي، حيث تندرج هذه السيارة تحت قائمة السيارات العائلية الصغيرة مناسبة السعر ذات الاستهلاك المقبول للوقود. يتميز الشكل الخارجي لطراز هوندا سيتي 2012 الجديد كلياً بمقدمة انسيابية، تشتمل على أضواء أمامية طولية ممتدة على الجوانب، وشبك تهوية أمامي أنيق مزين بشعار هوندا وبخطوط ثلاثية، وعلى صادم رياضي يحتوي على شبك تهوية صغير وأضواء ضباب شبه دائرية على أطرافه. كما وتتمتع سيتي الجديدة في الخلف بأضواء كبيرة مضلعة الشكل، تجمع ما بين غطاء الصندوق الخلفي الصغير، والصادم الكبير الذي يحتوي على مخرج عادم مطلي بالكروم. وتتمتع المقصورة الداخلية في هوندا سيتي 2012 الجديدة كلياً، بمقود شبابي متعدد الوظائف يمكّنك من التحكم بالنظام الصوتي والراديو ومثبت السرعة، ولوحة عدادت واضحة ذات إضاءة برتقالية، ومقاعد مريحة.كما وتتمتع هوندا سيتي الجديدة بكونسول وسطي يحتوي على أزرار التحكم بالراديو والموسيقى، بالإضافة إلى مساحات تخزين عديدة وحاملة أكواب أمام ذراع ناقل التروس.

## وصلات خارجية
- تقرير هوندا سيتي